# Kolonia Dolna-Grabowo
Kolonia Dolna-Grabowo [kɔˈlɔɲa ˈdɔlna ɡraˈbɔvɔ] là một khu định cư ở khu hành chính của Gmina Stargard, thuộc huyện Stargardzki, Zachodniopomorskie, ở phía tây bắc Ba Lan. Nó nằm khoảng 6 kilômét (4 mi) phía đông bắc của Stargard và 33 km (21 mi) về phía đông của thủ đô khu vực Szczecin.
Trước năm 1945, khu vực này là một phần của Đức. Đối với lịch sử của khu vực, xem Lịch sử của Pomerania.